# Olga Fierzová
Olga Fierzová (26. července 1900 Baden – 17. června 1990 Affoltern am Albis) byla švýcarská učitelka, vychovatelka a sociální pracovnice, celoživotní spolupracovnice Přemysla Pittra, která působila v letech 1928–1950 v Československu.

## Život
Olga Fierzová se narodila ve Švýcarsku. V roce 1911 se její rodina přestěhovala do Belgie, kde vystudovala učitelský ústav. Působila jako domácí učitelka v Ženevě a v letech 1921–1925 pracovala v anglickém dívčím penzionátu The Garden School blízko Londýna, kde vyučovala francouzštinu a němčinu. Díky svému jazykovému talentu tlumočila na pedagogických konferencích a na konferencích Hnutí pro mezinárodní smír.
V roce 1926 se na konferenci Hnutí pro mezinárodní smír seznámila s Přemyslem Pittrem, zaujaly ji jeho aktivity ve prospěch chudých žižkovských dětí a mírový smysl jeho sociální a výchovné práce. V jeho činnosti našla naplňování myšlenek švýcarského vychovatele a sociálního reformátora Johanna Heinricha Pestalozziho (1746–1827), který usiloval o kvalitní výchovu zejména chudých dětí. Následovala Přemysla Pittra do Prahy a stala se jeho nejbližší spolupracovnicí na celý život. Naučila se velmi dobře česky a živila se jako učitelka jazyků. Pittrovi pomáhala uskutečnit jeho plány na stavbu Milíčova domu a po jeho otevření v roce 1933 zde zúročila své pedagogické a organizační schopnosti. Napsala také příručky Výchova dětí dramatizací a Práce a zábava dětí.
Po skončení 2. světové války organizovala Olga Fierzová s Přemyslem Pittrem záchrannou „akci zámky“ (1945–1947): ve státem zkonfiskovaných zámcích Štiřín, Olešovice, Kamenice a Lojovice a penzionu Ládví byly zřízeny ozdravovny, kde se zotavovaly židovské děti vracející se z koncentračních táborů a později také německé děti z internačních táborů. Záchrannou akcí prošlo 810 dětí a Olga Fierzová později ze svých zážitků sepsala knihu Dětské osudy z doby poválečné
V únoru 1950 odjela na pohřeb své sestry do Švýcarska a návrat zpět jí totalitní úřady nepovolily. Po emigraci Přemysla Pittra v roce 1951 se znovu setkali v Mnichově. V letech 1952 - 1962 poskytovali spolu s Pittrem sociální služby běžencům v uprchlickém táboře Valka u Norimberka. V roce 1962 se přesunuli do Švýcarska, kde od roku 1962 vydávali přední exilový časopis Hovory s pisateli. Po smrti Přemysla Pittra v roce 1976 pořádala archiv a pokračovala ve vydávání časopisu Hovory s pisateli, rozesílala je exulantům i ilegálně do Československa. V roce 1977 založila ve Švýcarsku spolek MILIDU (Milíčův dům), jehož posláním je spravování a plnění Pittrovy a její závěti. Kromě toho se angažovala v životě Husova sboru Čechů a Slováků v Curychu, který na ekumenickém základě založil Přemysl Pitter. Zemřela v roce 1990, den po setkání bývalých dětí z „akce zámky“ a svých přátel, které se uskutečnilo 16. června 1990 ve Štiříně.

## Ocenění
- 1966 – vyznamenání památníku Jad Vašem Spravedlivá mezi národy
- 1985 – strom v Aleji spravedlivých v památníku Yad Vashem v Jeruzalémě
- 1990 – Čestné uznání in memoriam od ministra školství, mládeže a tělovýchovy České republiky
- 2000 – in memoriam Medaile Za zásluhy  I. stupně.